# Рагби клуб Младост
Хрватски академски рагби клуб Младост је рагби јунион клуб из Загреба и најстарији је хрватски рагби клуб.

## Успеси
Првенство Југославије у рагбију - 1
1958
Куп Југославије у рагбију - 4
1959, 1961, 1962, 1967